# Mont Morappu
Le mont Morappu (モラップ山, Morappu-san) est une montagne culminant à 506 m d'altitude dans le parc national de Shikotsu-Toya en Hokkaidō au Japon. Il surplombe le lac Shikotsu qui est un lac de cratère.